# Paróquia de Vernon
A Paróquia de Vernon é uma das 64 paróquias do estado americano da Luisiana. A sede da paróquia é Leesville, e sua maior cidade é Leesville.
A paróquia possui uma área de 3 474 km² (dos quais 34 km² estão cobertas por água), uma população de 52 531 habitantes, e uma densidade populacional de 15 hab/km² (segundo o censo nacional de 2000). 